# Gnamptogenys schmitti
Gnamptogenys schmitti is een mierensoort uit de onderfamilie van de Ectatomminae. De wetenschappelijke naam van de soort is voor het eerst geldig gepubliceerd in 1901 door Forel.